# (3834) Zappafrank
(3834) Zappafrank is een kleine planetoïde uit de zogenaamde main belt, de planetoïdengordel tussen de planeten Mars en Jupiter. Het object werd in 1994 na een intensieve internetcampagne genoemd naar de Amerikaanse popmuzikant en componist Frank Zappa (1940-1993).

## Beschrijving
(3834) Zappafrank werd op 11 mei 1980 ontdekt door de Tsjechische astronoom Ladislav Brožek met de telescoop van de sterrenwacht van Kleť. De planetoïde kreeg de voorlopige naam 1980 JE. Ze beweegt zich in 4,07 jaar om de zon en heeft een absolute magnitude van 13,9.

## Naamgevingscampagne
In 1994, enkele maanden na Zappa's dood, kwam een grote internetcampagne op gang - een van de allereerste wereldwijde online-petities - om een planetoïde naar hem te vernoemen. Deze campagne werd aangevoerd door John Scialli (een forensisch psychiater uit Phoenix, Arizona). Scialli, een fan van Zappa, had al geprobeerd om een hemellichaam naar Zappa te laten vernoemen, namelijk een van de planeten bij de pulsar in het sterrenbeeld Maagd. Dit leverde niet het gewenste resultaat op, maar hij vond voor zijn idee een medestander in de persoon van Brian Marsden, een astronoom verbonden aan het Minor Planet Center nabij Boston (Massachusetts). Deze was betrokken bij de commissie van de International Astronomical Union die verantwoordelijk is voor de naamgeving van hemellichamen. Ook Marsden had na Zappa's overlijden het idee gekregen om een astronomisch object naar hem te vernoemen. Hij bood aan een verzoek te helpen formuleren om dit met een planetoïde te doen en dit verzoek dan door de IAU-commissie te loodsen. Omdat verscheidene op Frank en Zappa gelijkende namen al in gebruik bleken te zijn, werd besloten om de commissie de naam Zappafrank voor te stellen.
De campagne voor dit voorstel, die werd gesteund door de toenmalige Tsjechische president Václav Havel (ook een fan van Zappa, die hem in Tsjechië persoonlijk had ontvangen), bleek zeer succesvol. Marsden ontving duizenden steunbetuigingen van Zappa-fans uit 22 verschillende landen. Hij liet weten niet eerder zo'n intensieve lobby voor een naamgevingsvoorstel te hebben meegemaakt.
Op 22 juli 1994 maakte de IAU-commissie bekend het verzoek te hebben gehonoreerd. Ze was van mening dat de naam (3834) Zappafrank voor deze planetoïde een ideale keuze was, omdat ze werd ontdekt door een Tsjechische astronoom en omdat Zappa in Tsjechië voor de val van het communisme in Oost-Europa bij velen een populaire icoon van de vrijheid was geweest.
(3834) Zappafrank wordt vermeld op een fictieve sterrenkaart, die staat afgebeeld in het cd-boekje van de heruitgave in 1995 van Zappa's album One Size Fits All (1975).